# Nubl al-Khatib
Nubl al-Khatib (tiếng Ả Rập: نبل الخطيب, cũng đánh vần là Nabl al-Khatib, còn được gọi là Harat al-Khatib và Nubl al-Tahtani), là một ngôi làng ở phía bắc Syria, nằm trong Tiểu khu Shathah của quận al-Suqaylabiyah ở tỉnh Hama. Theo Cục Thống kê Trung ương Syria (CBS), nó có dân số 2.381 trong cuộc điều tra dân số năm 2004. Cư dân của nó chủ yếu là Alawites.